# Alaptus oh
Alaptus oh är en stekelart som beskrevs av Girault 1930. Alaptus oh ingår i släktet Alaptus och familjen dvärgsteklar. Inga underarter finns listade i Catalogue of Life.